# Lucas Esteves
Lucas Esteves Souza, mais conhecido como Lucas Esteves (São Paulo, 24 de junho de 2000), é um futebolista brasileiro que atua como lateral-esquerdo e meia-esquerda. Atualmente defende o Grêmio.

## Carreira

### Palmeiras
Lucas Esteves chegou à base do time do Palmeiras no ano de 2014. Atuando como lateral de velocidade pelos lados do campo, ganhou destaque desde o time Sub-17, com o título da Copa do Brasil (2017) e fez parte do elenco Sub-20 nas temporadas de 2018 e 2019, conquistando, por esta categoria, duas vezes o Campeonato Paulista (2018 e 2019), o Campeonato Brasileiro (2018), a Copa RS (2018) e a Copa do Brasil (2019).
Foi relacionado para alguns jogos no elenco profissional do Palmeiras no ano de 2019, mas foi em 2020 que ele foi oficialmente promovido ao time principal. Com a diretoria do Palmeiras mudando a postura no mercado, e focando mais nas categorias de base, Lucas Esteves foi promovido no começo da temporada junto de outros jogadores do time Sub-20, como Gabriel Menino, Patrick de Paula e Gabriel Veron. Estreou como titular no dia 11 de outubro na derrota por 2 a 0 para o São Paulo em partida válida pela 15º rodada do Brasileirão. Já na sua primeira temporada como profissional do Palmeiras, foi campeão do torneio amistoso de verão, a Florida Cup, do Campeonato Paulista, da Copa Libertadores da América e da Copa do Brasil. Tendo também participado do elenco que disputou o Mundial de Clubes.
Marcou seu primeiro gol pelo Alviverde em maio de 2021, garantindo a vitória por 3–2 contra o Santos, em rodada do Campeonato Paulista, no Allianz Parque.
Formado na Academia do Verdão, Lucas Esteves estreou pela equipe profissional do clube em 2019. Em 2020 e 2021, recebeu oportunidades e vestiu a camisa do Palmeiras em apenas 26 jogos. Passou a ser emprestado até encerrar seu contrato com o Palestra.

### Colorado Rapids
Em agosto de 2021, Esteves foi emprestado ao Colorado Rapids, dos Estados Unidos, por uma temporada.Ele fez sua estreia na liga principal dos EUA em 28 de agosto, em uma partida contra o Sporting KC, entrando como reserva nos últimos 22 minutos. No dia 10 de outubro, em partida contra o Minnesota United, marcou seu primeiro gol pelo Rapids.
Em 1º de julho de 2022, o Colorado Rapids estendeu o empréstimo de Esteves até o final da temporada de 2022. No final da temporada de 2022, o Colorado Rapids recusou a opção de compra de Estevez e ele voltou ao Palmeiras.
Após duas temporadas no Colorado Rapids, Lucas Esteves retornou ao futebol brasileiro. Ele foi premiado como o Young Player Of The Year em 2022 pelo time estadunidense, ele disputou 32 partidas entre a Major League Soccer (MLS), a principal competição do país, e a Copa dos Campeões da CONCACAF.

### Fortaleza
Em 5 de janeiro de 2023, Lucas Esteves foi emprestado pelo Palmeiras até o fim de 2023 para o Fortaleza. No dia 25 de janeiro fez sua estreia pelo Tricolor em jogo válido pela Copa do Nordeste contra a Campinense vitória de 2=0.
Ele vestiu a camisa do Fortaleza ao longo de seis partidas, sendo três na Copa do Nordeste, duas no Campeonato Cearense e uma na Copa do Brasil. Na passagem, Lucas somou uma assistência e não marcou gols, no primeiro semestre de 2023.

### Atlético Goianiense
Em 3 de agosto de 2023, o Atlético Goianiense acertou com o Palmeiras a chegada, por empréstimo, de Lucas Esteves, que assinou até dezembro deste ano. No dia 9 de agosto, Lucas Esteves estreou como titular na vitória sobre o Tombense por 3 a 2, jogo válido pela Série B.
Pelo Atlético-GO, Lucas disputou a Série B com o Dragão por empréstimo — que garantiu acesso à primeira divisão, ele atuou em 16 partidas e distribuiu duas assistências.

### Vitória
Em 5 de janeiro de 2024, Lucas Esteves assinou pré-contrato com o Rubro-Negro baiano. Ele estava emprestado ao Atlético-GO na última temporada.
Lucas Esteves, foi um dos principais jogadores do Vitória na temporada 2024. Ele entrou em campo 51 vezes em 2024, sendo 39 como titular. Foram dois gols e quatro assistências com a camisa do Leão. Lucas encontrou em Salvador a estrutura e a sequência para evoluir como atleta e viver seu melhor momento. Ele viveu em 2024 sua temporada com mais jogos, mais gols e mais assistências, sendo um dos destaques de um elenco pela primeira vez na carreira.

### Grêmio
Em fevereiro de 2025, Esteves foi anunciado como novo reforço do Grêmio. Embora os valores oficiais não tenham sido revelados, segundo o portal brasileiro ge, o tricolor gaúcho pagou um milhão de dólares (5,7 milhões de reais, na época) pela transferência.

## Títulos
Palmeiras

#### Categorias de base
- Copa do Brasil Sub-17: 2017
- Campeonato Paulista Sub-20: 2018 e 2019
- Campeonato Brasileiro Sub-20: 2018
- Copa RS Sub-20: 2018
- Copa do Brasil Sub-20: 2019

#### Profissional
- Florida Cup: 2020
- Campeonato Paulista: 2020
- Copa Libertadores da América: 2020 e 2021
- Copa do Brasil: 2020

Fortaleza
- Campeonato Cearense: 2023

Vitória
- Campeonato Baiano: 2024

Grêmio
- Recopa Gaúcha: 2025